# Supernoobs
Supernoobs (Supernovatos en España) es una serie de televisión animada canadiense producida por DHX Media para Teletoon, creada por Scott Fellows. La serie versa sobre cuatro niños que pasan desventuras en la escuela y deben combatir virus malignos, al mismo tiempo. Se estrenó primero en el canal Cartoon Network en Reino Unido e Irlanda el 2 de noviembre de 2015 y en Estados Unidos en el mismo canal el 7 de diciembre de 2015.

## Sinopsis
En la ciudad ficticia de Cornbury, Kevin, Tyler, Shope y Roach, son 4 niños de 12 años, que inesperadamennte se encuentran con alienígenas que les advierte que la Tierra esta en constante peligro de ser invadida por un virus, capaces de controlar a los terrícolas y propiciar la extinción de estos. Por lo que estos chicos, son los elegidos para la salvación del mundo, mediante la posesión de ''Esferas de Batalla'', que otorgan poderes de diversa índole, al que los use. Sin embargo, cuando no luchan contra el virus, los chicos usan las esferas por beneficio propio, llegando a causar varias aventuras locas y desastres.

## Personajes

### Principales
- Tyler Bowman (voz de Matt Hill): Es el líder del grupo y muchas veces la voz de la razón y la moral, pero suele distraerse sobre todo por sus sentimientos cercanos a Amy Anderson, una chica de su escuela. Es el portador de la esfera de batalla azul, lo que le da el poder de teletransportarse y mejora sus sentidos naturales, dándole habilidades como leer la mente.

- Kevin Reynolds (voz de Richard Ian Cox): Es el miembro más irresponsable del equipo, a menudo empleando su bola de batalla para divertirse o hacer sugerencias que ponen al grupo en problemas. Es el portador de la esfera de batalla roja, que le permite cambiar de forma en diversas formas, con una mordaza corriente es que a menudo se convierte en una zarigüeya o algo distinto de lo que pretende convertirse.

- Jennifer Shope (Coco en España) (voz de Tabitha St. Germain): Es la única chica del grupo y la que posee la mente más científica, lo que hace que se considere a sí misma la más inteligente del grupo. Posee la esfera de batalla púrpura, lo que le permite aprovechar las fuerzas naturales como el agua y la electricidad. Ella es nombrada por su apellido por sus amigos, mientras que la mayoría de los adultos se refieren a ella por su nombre de pila.

- Theodore "Rouch" Roachmont (Bicho en España) (voz de Lee Tockar): El miembro más bajo del grupo, con el pelo rojo rebelde, en el que varios objetos se pueden encontrar en él. Aunque no suele ser el estratega del equipo, de vez en cuando realiza ideas brillantes, tales como el descubrimiento de combinar las esferas de batalla para crear un vehículo. También tiende a enamorarse de mujeres mayores que él, como XR4Ti, su maestra de teatro y de una princesa extranjera. Posee la esfera de batalla verde, lo que le otorga el poder de volar, resistir golpes y súper fuerza a través de la ampliación de sus puños.

### Secundarios
- Zenblock / Zen (voz de Michael Adamthwaite): Es un alienígena azul que está constantemente acompañado por Mem, idénticos físicamente, aparte de su color, dientes, y la forma de la nariz. Zen es el rudo de la pareja, pero al igual que Mem, no están en gran medida familiarizados con la cultura de la Tierra. Fueron enviados a la Tierra por la Alianza de Beneficencia para reclutar guerreros para luchar contra el virus, pero confundieron a los cuatro chicos con equipo de paintball con soldados. Al igual que Mem, tiene la capacidad de transformarse en humano para pasar desapercibido en la civilización.

- Memnock / Mem (voz de Bill Mondy): Es un alienígena verde amarillento y compañero de Zen, que como su compañero posee una armadura especial que le otorga poderes similares a los Noobs. Mem posee una voz más suave y es más sensible que su colega. Mem y Zen tienen la tendencia a culparse unos a otros por las cosas, tales como el error de selección de las Supernoobs, aunque por lo general vienen en su ayuda durante las batallas.

- XR4Ti (voz de Rebecca Shoichet): Es la inteligencia femenina que controla la nave espacial de Zen y Nem, el Galacticus. XR4Ti es a menudo la voz de la razón, incluso más que los propios alienígenas, pero se refiere a limitaciones de ser un equipo sin poder de actuar por su cuenta.

- Jock Jockerson (voz de Michael Adamthwaite): Es un chico de 8º grado en la escuela de los chicos, que se destaca por su gran tamaño y capacidad atlética, Jock es un matón que a menudo se refiere a sí mismo en tercera persona. Es poco inteligente, se enfada con facilidad, y con frecuencia termina en ropa interior, como resultado de las desventuras de los supernoobs.

- Directora (voz de Maryke Hendrikse): Es la directora de la Escuela de Cornbury, "que es sospechosa de sus actividades'', ya que parece despreocupada de los eventos que ocurren en su alrededor.

- Amy Anderson (voz de Maryke Hendrikse): Es una estudiante a la cual Tyler se siente atraído, a pesar de que carece de confianza de acercarse y hablar con ella. A pesar de esto, ella parece corresponder sus sentimientos, hasta cierto punto, y sin darse cuenta de que se enamora de su alter ego como superhéroe, después de que la salva de un ataque del virus. También ha demostrado ser valiente al intentar en ocasiones enfrentarse ella misma a los humanos infectados.

- Sue Newswoman (voz de Tabitha St. Germain): Es la presentadora de noticias que cubre a menudo las historias de las desventuras de los chicos.

- Sr. y Sra. Shope (voz de Doron de Bell y Kathleen Barr): Son los padres de modales suaves de Shope, que son algo escépticos de su amistad con los otros chicos. Debido a no estar al tanto del estatus de los chicos que lo superhéroes, se vuelven temerosos de que los chicos están teniendo una influencia negativa sobre ella debido a su comportamiento poco habitual se presentan. Afortunadamente, el Zen disfrazado de Shope logra convencer a confiar en su juicio y habilidad para permanecer en la cima de las cosas, aunque siguen siendo estrictos.

- Sra. Bowman: La madre de Tyler a quien se asemeja en gran medida; El padre de Tyler no se ha visto ni se ha mencionado, lo que posiblemente indica que ella está divorciada o viuda. Su primer equipo-visto cuando Zen y Kevin la hicieron pasar por padres y maestros de Tyler-conferencia consiste en una camisa de color púrpura con una etiqueta con su nombre y pantalones negros, posiblemente el uniforme de su trabajo.

- Sr. y Sra. Roachmont: Los padres de Rouch, que parecen estar bastante bien-a-hacer sobre la base de su casa y la ropa habitual. El Sr. Roachmont es un hombre alto con el pelo marrón que a menudo lleva un traje, mientras la señora Roachmont es una mujer de pelo rubio bien formada que fue visto por primera vez en un vestido rojo. Los dos son aparentemente tanto miedo a los ratones, como Kevin una vez que los asustó fuera de su casa, tomando la forma de un ratón.

- Entrenador Huntz: Es el profesor de gimnasia y entrenador del equipo de fútbol en la escuela secundaria Cornbury, a quien se le ve comúnmente gritando y usando su silbato.

## Episodios

### Temporada 1: 2015-2017
| N.º | Título                                                                                               | Escrito Por     | Estreno Original                                            | Estreno en Latinoamérica |
| --- | --- | --------------- | ----------------------------------------------------------- | ------------------------ |
| 1   | «Una Novata Esperanza» «A Noob Hope»                                                                 | Scott Fellows   | 2 de noviembre de 2015 (R.U) 7 de diciembre de 2015 (E.U)   | 4 de abril de 2016       |
| 2   | «Los Novatos Contratacan» «The Noobs Strike Back»                                                    | Scott Fellows   | 2 de noviembre de 2015 (R.U) 7 de diciembre de 2015 (E.U)   | 5 de abril de 2016       |
| 3   | «Trajes Super Nuevos» «Super Noob Suits»                                                             | Lazar Saric     | 3 de noviembre de 2015 (R.U) 8 de diciembre de 2015 (E.U)   | 6 de abril de 2016       |
| 4   | «Novatos Contra Smoothies» «Noobies vs. Smoothies»                                                   | Scott Fellows   | 4 de noviembre de 2015 (R.U) 8 de diciembre de 2015 (E.U)   | 7 de abril de 2016       |
| 5   | «Novatos en Exteriores» «Go Noob Outside»                                                            | Keith Wagner    | 5 de noviembre de 2015 (R.U) 9 de diciembre de 2015 (E.U)   | 8 de abril de 2016       |
| 6   | «Controla a tu Novato» «Curb Your Noob»                                                              | Scott Fellows   | 6 de noviembre de 2015 (R.U) 9 de diciembre de 2015 (E.U)   | 11 de abril de 2016      |
| 7   | «Novatos Kids on the Block» «Noob Kids on the Block»                                                 | Nathan Knetchel | 9 de noviembre de 2015 (R.U) 10 de diciembre de 2015 (E.U)  | 12 de abril de 2016      |
| 8   | «Fuertes Novatos para Avanzar» «Fourth Down and Noob to Go»                                          | Scott Fellows   | 10 de noviembre de 2015 (R.U) 10 de diciembre de 2015 (E.U) | 13 de abril de 2016      |
| 9   | «¿Y Dónde está la Super Noob?» «Who, What, Where and Noob»                                           | Mark Fellows    | 11 de noviembre de 2015 (R.U) 11 de diciembre de 2015 (E.U) | 14 de abril de 2016      |
| 10  | «A Moverse de Nuevo» «Shake Your Noobie»                                                             | Scott Fellows   | 12 de noviembre de 2015 (R.U) 11 de diciembre de 2015 (E.U) | 15 de abril de 2016      |
| 11  | «A donde ningún Super Noob ha llegado» «Where No Noob Has Gone Before»                               | Keith Wagner    | 13 de noviembre de 2015 (R.U) 14 de diciembre de 2015 (E.U) | 18 de abril de 2016      |
| 12  | «Como Cuidar a Tu Novato» «How to Care for Your Noob»                                                | Scott Fellows   | 16 de noviembre de 2015 (R.U) 15 de diciembre de 2015 (E.U) | 19 de abril de 2016      |
| 13  | «Los Super Noobs Conocen al Conde Venenus» «The Noobs Meet Count Venamu»                             | Scott Fellows   | 23 de noviembre de 2015 (R.U) 16 de diciembre de 2015 (E.U) | 19 de abril de 2016      |
| 14  | «Donde Quedó la Esfera?» «Dude, Where's My Noob?»                                                    | Nathan Knetchel | 17 de diciembre de 2015 (E.U)                               | 20 de abril de 2016      |
| 15  | «Super Noobsaurio» «Tyrannosaurus Noob»                                                              | Rick Groel      | 18 de diciembre de 2015 (E.U)                               | 21 de abril de 2016      |
| 16  | «Cuando los Super Noobs se Vuelven Malos» «When Good Noobs Go Bad»                                   | Scott Fellows   | 21 de diciembre de 2015 (E.U)                               | 22 de abril de 2016      |
| 17  | «Super Falsos» «Superdoods!»                                                                         | Rick Groel      | 22 de diciembre de 2015 (E.U)                               | 25 de abril de 2016      |
| 18  | «Licencia para Noobs» «License to Noob»                                                              | Nathan Knetchel | 23 de diciembre de 2015 (E.U)                               | 26 de abril de 2016      |
| 19  | «Novabot Contra Venenubot» «Noobot vs. Venabot»                                                      | Lazar Saric     | 28 de diciembre de 2015 (E.U)                               | 27 de abril de 2016      |
| 20  | «Super Chicos Raros» «Zooper Noobs!»                                                                 | Keith Wagner    | 29 de diciembre de 2015 (E.U)                               | 28 de abril de 2016      |
| 21  | «El Nuevo Chico del Pueblo» «Noob Kid in Town»                                                       | Mark Fellows    | 30 de diciembre de 2015 (E.U)                               | 2 de mayo de 2016        |
| 22  | «Junta de Padres Super Noobs» «Parent Teacher Noobs»                                                 | Scott Fellows   | 4 de enero de 2016 (E.U)                                    | 3 de mayo de 2016        |
| 23  | «Innovar o Perder» «Noob It or Lose It»                                                              | Ethan Banville  | 5 de enero de 2016 (E.U)                                    | 4 de mayo de 2016        |
| 24  | «Super Noobs Niñeros» «Noobsitters»                                                                  | Mark Fellows    | 6 de enero de 2016 (E.U)                                    | 5 de mayo de 2016        |
| 25  | «Como Usar a tu Super Noob» «How to Use Your Noob»                                                   | Scott Fellows   | 7 de enero de 2016 (E.U)                                    | 6 de mayo de 2016        |
| 26  | «Novatos Renovando» «A Noob Divided Cannot Noob!»                                                    | Keith Wagner    | 8 de enero de 2016 (E.U)                                    | 9 de mayo de 2016        |
| 27  | «Supernoobs supernaturales» «Super Natural Noobs»                                                    | Lazar Saric     | 11 de enero de 2016 (E.U)                                   | 7 de agosto de 2017      |
| 28  | «La Super Copa Supernoob» «The Supernoobs Super Cup»                                                 | Scott Fellows   | 12 de enero de 2016 (E.U)                                   | 8 de agosto de 2017      |
| 29  | «Supernoobs en la feria de ciencias» «How to Noob the Science Fair»                                  | John Derevlany  | 13 de enero de 2016 (E.U)                                   | 9 de agosto de 2017      |
| 30  | «Supernoob Noob» «Noob Tube»                                                                         | Scott Fellows   | 14 de enero de 2016 (E.U)                                   | 10 de agosto de 2017     |
| 31  | «The Noobie Bluebie Booby»                                                                           | Kendra Hibbert  | 15 de enero de 2016 (E.U)                                   | 11 de agosto de 2017     |
| 32  | «Los Supernoobs contra el juguete exterminador» «Noobs vs the Earth-sterminator»                     | Keith Wagner    | 4 de agosto de 2016 (E.U)                                   | TBA                      |
| 33  | «Anteojos Supernoobs de control mental» «Noob Coloured Glasses»                                      | Nathan Knetchel | 4 de agosto de 2016 (E.U)                                   | TBA                      |
| 34  | «De nuevo la nieve» «Let It Noob Let It Noob Let It Noob»                                            | Scott Fellows   | 4 de agosto de 2016 (E.U)                                   | TBA                      |
| 35  | «Aquí hay Supernoob encerrado» «To Catch a Noob»                                                     | Rick Groel      | 4 de agosto de 2016 (E.U)                                   | TBA                      |
| 36  | «El lugar más Supernoob divertido de la tierra» «The Noobiest Place on Earth!»                       | TBA             | 11 de agosto de 2016 (E.U)                                  | TBA                      |
| 37  | «El conde Supernoob Venenus» «Count Noob-a-Nus»                                                      | Scott Fellows   | 11 de agosto de 2016 (E.U)                                  | TBA                      |
| 38  | «I Know You Noob»                                                                                    | Mark Fellows    | 11 de agosto de 2016 (E.U)                                  | TBA                      |
| 39  | «Los Supernoobs conocen al increíble Asombroso Man» «The Supernoobs Meet the Incredibly Amazing Man» | Lazar Saric     | 11 de agosto de 2016 (E.U)                                  | TBA                      |
| 40  | «La Supernoob Cueva» «The Noob Cave»                                                                 | TBA             | 18 de agosto de 2016 (E.U)                                  | TBA                      |
| 41  | «Ser Supernoob o no ser Supernoob» «To Noob or Not to Noob»                                          | TBA             | 18 de agosto de 2016 (E.U)                                  | TBA                      |
| 42  | «Nuevos dulces Mami» «Noobie Mama»                                                                   | TBA             | 18 de agosto de 2016 (E.U)                                  | TBA                      |
| 43  | «Los Supernoobs de la mesa redonda» «Noobs of the Round Table»                                       | TBA             | 18 de agosto de 2016 (E.U)                                  | TBA                      |
| 44  | «Super Noob Super Cup Redux»                                                                         | TBA             | 25 de agosto de 2016 (E.U)                                  | TBA                      |
| 45  | «The Noobs vs. Sour Persimmon»                                                                       | TBA             | 25 de agosto de 2016 (E.U)                                  | TBA                      |
| 46  | «Noobs Go Viral»                                                                                     | TBA             | 25 de agosto de 2016 (E.U)                                  | TBA                      |
| 47  | «Noobs vs. Venamus 12»                                                                               | TBA             | 25 de agosto de 2016 (E.U)                                  | TBA                      |
| 48  | «Supernoob testigos» «Eyewitness Noobs»                                                              | TBA             | 1 de septiembre de 2016 (E.U)                               | TBA                      |
| 49  | «A Noob World Order»                                                                                 | TBA             | 1 de septiembre de 2016 (E.U)                               | TBA                      |
| 50  | «De nuevo viernes» «Nooby Friday»                                                                    | TBA             | 1 de septiembre de 2016 (E.U)                               | TBA                      |
| 51  | «The Noobs-i-nators 2: Save the Earth»                                                               | TBA             | 1 de septiembre de 2016 (E.U)                               | TBA                      |
| 52  | «Feliz Super Noob Halloween» «Happy Noob-o-ween»                                                     | Scott Fellows   | 29 de octubre de 2016                                       | 10 de mayo de 2016       |

## Programación
Supernoobs estrenó por primera vez en Cartoon Network en el Reino Unido e Irlanda el 2 de noviembre de 2015. La serie se estrenó en los canales de Cartoon Network en Estados Unidos el 7 de diciembre, en Oriente Medio y África el 18 de enero y en Rusia, Bulgaria, Australia y Nueva Zelanda el 1 de febrero de 2016. En Turquía y Europa central y oriental, se estrenó el 8 de febrero de 2016.

## Índices de audiencia
El estreno de la serie en los EE. UU. atrajo a 0,19 millones de espectadores.